# Добжень-Мали
Добжень-Мали (пол. Dobrzeń Mały) — село в Польщі, у гміні Добжень-Великі Опольського повіту Опольського воєводства.
Населення — 773 особи (2011).

## Демографія
Демографічна структура станом на 31 березня 2011 року:
|          | Загалом | Допрацездатний вік | Працездатний вік | Постпрацездатний вік |
| -------- | ------- | ------------------ | ---------------- | -------------------- |
| Чоловіки | 371     | 62                 | 264              | 45                   |
| Жінки    | 402     | 76                 | 236              | 90                   |
| Разом    | 773     | 138                | 500              | 135                  |